# Massaguel
Massaguel ist eine französische Gemeinde mit 346 Einwohnern (Stand 1. Januar 2022) im Département Tarn in der Region Okzitanien. Sie gehört zum Arrondissement Castres und zum Kanton La Montagne noire.

## Geografie
Das Gemeindegebiet gehört zum Regionalen Naturpark Haut-Languedoc und wird vom Flüsschen Sant durchquert.

## Geschichte
Über die Etymologie des Ortsnamens gibt es zwei differierende Ansichten. Eine Gruppe vertritt die Ansicht, der Name komme von „Massac“ und dieses vom Römernamen „Maccius“. Die anderen vertreten die Ansicht, der Name komme von „Masse de Agua“, da sich unter dem Ort ein unterirdisches Wasserbecken verstecke.
Um 1152 war der Ort noch als „Macaguel“ bekannt und ein wichtiger Marktflecken, als er sich verzweifelt, aber letzten Endes erfolglos im Albigenserkreuzzug gegen den Grafen Simon IV. de Montfort wehrte.
1569 übernahmen Protestanten das im Dorf gelegene Schloss, als es in ganz Frankreich zu Religionskonflikten kam.

### Bevölkerungsentwicklung
| Jahr                      | 1962 | 1968 | 1975 | 1982 | 1990 | 1999 | 2005 | 2015 |
| Einwohner                 | 347  | 382  | 374  | 380  | 385  | 401  | 438  | 412  |
| Quelle: Cassini und INSEE |      |      |      |      |      |      |      |      |

## Wappen
Beschreibung: In Silber ein grüner Zinnenpfahl mit drei Zinnen zu beiden Seiten.

## Sehenswürdigkeiten
- Schloss von Massaguel, im 13. Jahrhundert erbaut